# 12e cérémonie des Satellite Awards
La 12e cérémonie des Satellite Awards, décernée par The International Press Academy, a eu lieu le 16 décembre 2007, et a récompensé les films et séries télévisées produits cette année-là.

## Palmarès

### Cinéma

#### Meilleur film dramatique
- No Country for Old Men
  - 3h10 pour Yuma (3:10 to Yuma)
  - Loin d'elle (Away From Her)
  - 7 h 58 ce samedi-là (Before the Devil Knows You're Dead)
  - Les Promesses de l'ombre (Eastern Promises)
  - The Lookout

#### Meilleur film musical ou comédie
- Juno
  - Hairspray
  - En cloque, mode d'emploi (Knocked Up)
  - Une fiancée pas comme les autres (Lars and the Real Girl)
  - Margot va au mariage (Margot at the Wedding)
  - Shoot 'Em Up : Que la partie commence (Shoot 'Em Up)

#### Meilleur réalisateur
- Ethan et Joel Coen pour No Country for Old Men
  - David Cronenberg pour Les Promesses de l'ombre (Eastern Promises)
  - Olivier Dahan pour La Môme
  - Ang Lee pour Lust, Caution (色，戒)
  - Sidney Lumet pour 7 h 58 ce samedi-là (Before the Devil Knows You're Dead)
  - Sarah Polley pour Loin d'elle (Away from Her)

#### Meilleur acteur dans un film dramatique
- Viggo Mortensen pour le rôle de Nikolai Luzhin dans Les Promesses de l'ombre (Eastern Promises)
  - Josh Brolin pour le rôle de Llewelyn Moss dans No Country for Old Men
  - Christian Bale pour le rôle de Dieter dans Rescue Dawn
  - Tommy Lee Jones pour le rôle d'Hank Deerfield dans Dans la vallée d'Elah (In the Valley of Elah)
  - Frank Langella pour le rôle de Leonard Schiller dans Starting Out in the Evening
  - Denzel Washington pour le rôle de Frank Lucas dans American Gangster

#### Meilleure actrice dans un film dramatique
- Marion Cotillard pour le rôle d'Édith Piaf dans La Môme
  - Julie Christie pour le rôle de Fiona Anderson dans Loin d'elle (Away from Her)
  - Angelina Jolie pour le rôle de Mariane Pearl dans Un cœur invaincu (A Mighty Heart)
  - Keira Knightley pour le rôle de Cecilia Tallis dans Reviens-moi (Atonement)
  - Laura Linney pour le rôle de Wendy Savage dans La Famille Savage (The Savages)
  - Tilda Swinton pour le rôle de Lydie Crane dans Stephanie Daley

#### Meilleur acteur dans un film musical ou une comédie
- Ryan Gosling pour le rôle de Lars Lindstrom dans Une fiancée pas comme les autres (Lars and the Real Girl)
  - Don Cheadle pour le rôle de Ralph Greene Jr. dans Talk to Me
  - Richard Gere pour le rôle de Clifford Irving dans Faussaire (The Hoax)
  - Ben Kingsley pour le rôle de Frank Falenczyk dans You Kill Me
  - Clive Owen pour le rôle de Smith dans Shoot 'Em Up : Que la partie commence (Shoot 'Em Up)
  - Seth Rogen pour le rôle de Ben Stone dans En cloque, mode d'emploi (Knocked Up)

#### Meilleure actrice dans un film musical ou une comédie
- Elliot Page pour le rôle de Juno MacGuff dans Juno
  - Amy Adams pour le rôle de Giselle dans Il était une fois (Enchanted)
  - Cate Blanchett pour le rôle de Jude Quinn dans I'm Not There
  - Katherine Heigl pour le rôle d'Alison Scott dans En cloque, mode d'emploi (Knocked Up)
  - Nicole Kidman pour le rôle de Margot dans Margot va au mariage (Margot at the Wedding)
  - Emily Mortimer pour le rôle de Karin dans Une fiancée pas comme les autres (Lars and the Real Girl)

#### Meilleur acteur dans un second rôle
(ex æquo)
- Casey Affleck pour le rôle de Robert Ford dans L'Assassinat de Jesse James par le lâche Robert Ford (The Assassination of Jesse James by the Coward Robert Ford)
- Tom Wilkinson pour le rôle d'Arthur Edens dans Michael Clayton
  - Javier Bardem pour le rôle d'Anton Chigurh dans No Country for Old Men
  - Brian Cox pour le rôle de Melvin Belli dans Zodiac
  - Jeff Daniels pour le rôle de Lewis dans The Lookout
  - Ben Foster pour le rôle de Charlie Prince dans 3 h 10 pour Yuma (3:10 to Yuma)

#### Meilleure actrice dans un second rôle
- Amy Ryan pour le rôle de Helene McCready dans Gone Baby Gone
  - Ruby Dee pour le rôle de Mama Lucas dans American Gangster
  - Taraji P. Henson pour le rôle de Vernell Watson dans Talk to Me
  - Saoirse Ronan pour le rôle de Briony Tallis (13 ans) dans Reviens-moi (Atonement)
  - Emmanuelle Seigner pour le rôle de Titine dans La Môme
  - Tilda Swinton pour le rôle de Karen Crowder dans Michael Clayton

#### Meilleure distribution
- 7 h 58 ce samedi-là (Before the Devil Knows You're Dead)

#### Meilleur scénario original
- Juno – Diablo Cody
  - 7 h 58 ce samedi-là (Before the Devil Knows You're Dead) – Kelly Masterson
  - Une fiancée pas comme les autres (Lars and the Real Girl) – Nancy Oliver
  - The Lookout – Scott Frank
  - Michael Clayton – Tony Gilroy
  - Les Promesses de l'ombre (Eastern Promises) – Steven Knight

#### Meilleur scénario adapté
- Reviens-moi (Atonement) – Christopher Hampton
  - Les Cerfs-volants de Kaboul (The Kite Runner) – David Benioff
  - Loin d'elle (Away from Her) – Sarah Polley
  - Lust, Caution (色，戒) – Hui-Ling Wang et James Schamus
  - No Country for Old Men – Ethan et Joel Coen
  - Zodiac – James Vanderbilt

#### Meilleure direction artistique
- Elizabeth : L'Âge d'or (Elizabeth: The Golden Age)
  - Across the Universe
  - Amazing Grace
  - L'Assassinat de Jesse James par le lâche Robert Ford (The Assassination of Jesse James by the Coward Robert Ford)
  - Hairspray
  - Sunshine – Gary Freeman, Stephen Morahan, Denis Schnegg et Mark Tildesley

#### Meilleurs costumes
- Elizabeth : L'Âge d'or (Elizabeth: The Golden Age)
  - Amazing Grace
  - Les Fantômes de Goya (Goya's Ghosts)
  - Hairspray
  - La Môme
  - Reviens-moi (Atonement)

#### Meilleure photographie
- Le Scaphandre et le Papillon
  - Across the Universe
  - À la croisée des mondes : La Boussole d'or  (The Golden Compass)
  - L'Assassinat de Jesse James par le lâche Robert Ford (The Assassination of Jesse James by the Coward Robert Ford)
  - There Will Be Blood
  - Zodiac

#### Meilleur montage
- American Gangster
  - The Lookout
  - La Môme
  - No Country for Old Men
  - Les Promesses de l'ombre (Eastern Promises)
  - La Vengeance dans la peau (The Bourne Ultimatum)

#### Meilleur son (montage et mixage)
- La Vengeance dans la peau (The Bourne Ultimatum)
  - 300
  - À la croisée des mondes : La Boussole d'or (The Golden Compass)
  - Je suis une légende (I Am Legend)
  - La Môme
  - Pirates des Caraïbes : Jusqu'au bout du monde (Pirates of the Caribbean: At World's End) – Christopher Boyes, Paul Massey, Lee Orloff et George Watters II

#### Meilleurs effets visuels
- 300
  - À la croisée des mondes : La Boussole d'or (The Golden Compass)
  - Il était une fois (Enchanted)
  - La Légende de Beowulf (Beowulf)
  - Transformers
  - La Vengeance dans la peau (The Bourne Ultimatum)

#### Meilleure chanson originale
- "Grace is Gone" interprétée par Carole Bayer Sager – Grace is Gone
  - "Do You Feel Me"  – American Gangster
  - "Lyra"  – À la croisée des mondes : La Boussole d'or (The Golden Compass)
  - "Come So Far"  – Hairspray
  - "Rise"  – Into the Wild
  - "If You Want Me" – Once

#### Meilleure musique de film
- Les Cerfs-volants de Kaboul (The Kite Runner) – Alberto Iglesias
  - L'Assassinat de Jesse James par le lâche Robert Ford (The Assassination of Jesse James by the Coward Robert Ford) – Nick Cave
  - The Lookout – James Newton Howard
  - Les Promesses de l'ombre (Eastern Promises) – Howard Shore
  - Ratatouille – Michael Giacchino
  - Reviens-moi (Atonement) – Dario Marianelli

#### Meilleur film étranger
- Lust, Caution (色，戒) •  Chine /  Taïwan /  États-Unis
  - 4 mois, 3 semaines, 2 jours (4 luni, 3 saptamani si 2 zile) •  Roumanie
  - La Môme •  France
  - Hors jeu (Offside (آفساید) •  Iran
  - L'Orphelinat (El orfanato) •  Espagne
  - 10 canoës, 150 lances et 3 épouses (Ten Canoes) •  Australie

#### Meilleur film d'animation
- Ratatouille
  - 300
  - À la croisée des mondes : La Boussole d'or (The Golden Compass)
  - La Légende de Beowulf (Beowulf)
  - Persépolis
  - Les Simpson, le film  (The Simpsons Movie)

#### Meilleur documentaire
- Sicko

### Télévision
Note : le symbole « ♕ » rappelle le gagnant de l'année précédente (si nomination).

#### Meilleure série dramatique
- Dexter
  - Brothers & Sisters
  - Friday Night Lights
  - Grey's Anatomy
  - Mad Men
  - The Riches

#### Meilleure série musicale ou comique
- Pushing Daisies
  - Chuck
  - Extras
  - Flight of the Conchords
  - Ugly Betty
  - Weeds

#### Meilleure mini-série
- The Amazing Mrs. Pritchard
  - Jane Eyre
  - Starter Wife
  - The Company
  - Cinq jours (Five Days)

#### Meilleur téléfilm
- Oprah Winfrey Presents: Mitch Albom's for One More Day
  - The Wind and the Willows
  - Longford
  - Life Support
  - The Trial of Tony Blair
  - Bury My Heart at Wounded Knee

#### Meilleur acteur dans une série dramatique
- Michael C. Hall pour le rôle de Dexter Morgan dans Dexter
  - Eddie Izzard pour le rôle de Wayne Malloy dans The Riches
  - Hugh Laurie pour le rôle du Dr Gregory House dans Dr House (House) ♕
  - Denis Leary pour le rôle de Tommy Gavin dans Rescue Me : Les Héros du 11 septembre (Rescue Me)
  - Bill Paxton pour le rôle de Bill Henrickson dans Big Love
  - James Woods pour le rôle de Sebastian Stark dans Shark

#### Meilleure actrice dans une série dramatique
- Ellen Pompeo pour le rôle de Meredith Grey dans Grey's Anatomy
  - Glenn Close pour le rôle de Patricia "Patty" Hewes dans Damages
  - Minnie Driver pour le rôle de Dahlia Malloy dans The Riches
  - Sally Field pour le rôle de Nora Walker dans Brothers and Sisters
  - Kyra Sedgwick pour le rôle de Brenda Leigh Johnson dans The Closer : L.A. enquêtes prioritaires (The Closer) ♕
  - Jeanne Tripplehorn pour le rôle de Barbara Henrickson dans Big Love

#### Meilleur acteur dans une série musicale ou comique
- Stephen Colbert pour son propre rôle dans The Colbert Report
  - Alec Baldwin pour le rôle de Jack Donaghy dans 30 Rock
  - Steve Carell pour le rôle de Michael Scott dans The Office
  - Ricky Gervais pour le rôle de Andy Millman dans Extras
  - Zachary Levi pour le rôle de Chuck Bartowski  dans Chuck
  - Lee Pace pour le rôle de Ned dans Pushing Daisies

#### Meilleure actrice dans une série musicale ou comique
- America Ferrera pour le rôle de Betty Suarez dans Ugly Betty
  - Tina Fey pour le rôle de Liz Lemon dans 30 Rock
  - Anna Friel pour le rôle de Charlotte Charles dans Pushing Daisies
  - Patricia Heaton pour le rôle de Kelly Carr dans Back to You (en)
  - Felicity Huffman pour le rôle de Lynette Scavo dans Desperate Housewives
  - Julia Louis-Dreyfus pour le rôle de Christine Campbell dans Old Christine (The New Adventures of Old Christine)

#### Meilleur acteur dans une mini-série ou un téléfilm
- David Oyelowo pour le rôle de Matt Wellings dans Cinq jours  (Five Days)
  - Jim Broadbent pour le rôle de Frank Pakenham dans Longford
  - Robert Lindsay pour le rôle de Tony Blair dans The Trial of Tony Blair
  - Aidan Quinn pour le rôle de Henry L. Dawes  dans Bury My Heart at Wounded Knee
  - Tom Selleck pour le rôle de Jesse Stone dans Jesse Stone
  - Toby Stephens pour le rôle de Edward Fairfax Rochester dans Jane Eyre

#### Meilleure actrice dans une mini-série ou un téléfilm
- Samantha Morton pour le rôle de Myra Hindley dans Longford
  - Ellen Burstyn pour le rôle de Pauline Benetto dans Oprah Winfrey Presents: Mitch Albom's For One More Day
  - Queen Latifah pour le rôle d'Ana dans Life Support
  - Debra Messing pour le rôle de Molly Kagan dans Starter Wife
  - Sharon Small pour le rôle du Sergent Barbara Havers dans Meurtres à l'anglaise (The Inspector Lynley Mysteries)
  - Ruth Wilson pour le rôle de Jane Eyre dans Jane Eyre

#### Meilleur acteur dans un second rôle
- David Zayas pour le rôle d'Angel Batista dans Dexter
  - Harry Dean Stanton pour le rôle de Roman Grant dans Big Love
  - Michael Emerson pour le rôle de Benjamin Linus dans Lost : Les Disparus (Lost)
  - Justin Kirk pour le rôle d'Andrew « Andy » Botwin dans Weeds
  - T.R. Knight pour le rôle de George O'Malley dans Grey's Anatomy
  - Masi Oka pour le rôle de Hiro Nakamura dans Heroes
  - Andy Serkis pour le rôle de Ian Brady dans Longford

#### Meilleure actrice dans un second rôle
- Vanessa L. Williams pour le rôle de Wilhelmina Slater dans Ugly Betty
  - Polly Bergen pour le rôle de Stella Wingfield dans Desperate Housewives
  - Judy Davis pour le rôle de Joan McAllister dans Starter Wife
  - Rachel Griffiths pour le rôle de Sarah Walker dans Brothers and Sisters
  - Jaime Pressly pour le rôle de Joy Darville Turner dans Earl (My name is Earl)
  - Chandra Wilson pour le rôle du Dr Miranda Bailey dans Grey's Anatomy

#### Meilleure distribution
- Mad Men

### Récompenses spéciales
Mary Pickford Award
Kathy Bates
Nikola Tesla Award
Dennis Muren
Auteur Award
Julian Schnabel - Special Achievement pour Le Scaphandre et le Papillon

### Meilleur DVD classique
- The Full Monty - Le Grand Jeu (The Full Monty)

## Récompenses et nominations multiples

### Nominations multiples
Cinéma
7 : La Môme
6 : Les Promesses de l'ombre, No Country for Old Men
5 : The Lookout, Reviens-moi, À la croisée des mondes : La Boussole d'or
4 : Loin d'elle, 7 h 58 ce samedi-là, Hairspray, Une fiancée pas comme les autres, American Gangster, L'Assassinat de Jesse James par le lâche Robert Ford
3 : En cloque, mode d'emploi, Juno, Michael Clayton, Lust, Caution, La Vengeance dans la peau, 300, Zodiac
2 : Elizabeth : L'Âge d'or, 3h10 pour Yuma, Shoot 'Em Up : Que la partie commence, Talk to Me, Amazing Grace, Il était une fois, Across the Universe, La Légende de Beowulf, Ratatouille
Télévision
4 : Grey's Anatomy, Longford
3 : Dexter, The Riches, Brothers and Sisters, Big Love, Ugly Betty, Pushing Daisies, Starter Wife, Jane Eyre
2 : Mad Men, 30 Rock, Desperate Housewives, Weeds, Life Support, Cinq jours, The Trial of Tony Blair, Oprah Winfrey Presents: Mitch Albom's for One More Day, Bury My Heart at Wounded Knee

### Récompenses multiples
Légende : Nombre de récompenses/Nombre de nominations
Cinéma
3/3 : Juno
2/6 : No Country for Old Men
Télévision
3/3 : Dexter
2/3 : Ugly Betty